# Dąbie (powiat wołowski)
Dąbie – wieś w Polsce położona w województwie dolnośląskim, w powiecie wołowskim, w gminie Wińsko.

## Podział administracyjny
W latach 1975–1998 miejscowość należała administracyjnie do województwa wrocławskiego.

## Nazwa
W kronice łacińskiej Liber fundationis episcopatus Vratislaviensis (pol. Księga uposażeń biskupstwa wrocławskiego) spisanej za czasów biskupa Henryka z Wierzbna w latach 1295–1305 miejscowość wymieniona jest w zlatynizowanej formie Dambe we fragmencie Dambe in Grinczewicze.